# SV Eintracht 1898 Hanovre
Le SV Eintracht 1898 Hannover est un club sportif allemand localisé à Hanovre en Basse-Saxe.
Avec plus de 1.600 membres, le cercle s’enorgueillit d’être le plus grand de toute l’entité de Hanovre. Outre le football, le SV Eintracht 1898 propose de nombreuses sections sportives, dont l’aérobic, l’athlétisme, la gymnastique, le jiu-jitsu, la marche, le tennis, le tennis de table, le triathlon ou encore le volley-ball.

## Histoire
Le club fut fondé le 15 mars 1898 sous le nom de FC Eintracht 1898 Hannover. Initialement les fondateurs se passionnèrent pour le rugby et l’athlétisme.
À partir de 1903, le club développa aussi le football et devint un des fondateurs de la Verband Hannoverscher Ballspiel Vereine (VHBV), une fédération locale ancêtre de l’actuelle Niedersächsischer Fußballverband (NFV).
Durant ses premières années d’existence, le FC Eintracht 1898 connaît une grande rivalité avec le Hannoverscher FC 96.
Le club remporte plusieurs championnats locaux mais échoue dans la conquête du titre d’Allemagne du Nord, organisé à l’époque par la Norddeutscher Spiel-Verband (NSV), créée en 1905.
En 1921, le cercle fut renommé SV Eintracht 1898 Hannover
Dès leur arrivée au pouvoir, en 1933, les Nazis exigèrent la dissolution des ligues régionales existantes et réformèrent les compétitions. Sous l’égide du BDL/NSRL, le régime hitlérien créa les Gauligen, seize ligues régionales. Le SV Eintracht ne se classa pas en ordre utile pour entrer dans la Gauliga Niedersachsen. En 1942, cette ligue fut scindée en deux: la Gauliga Weser-Ems et la Gauliga Braunschweig/Südhannover. L’année suivante, cette dernière ligue fut aussi partagée en deux. Le SV Eintracht qui avait entre-temps été obligé de réaliser une Kriegspielgemeinschaft – KSG (Association sportive de guerre) avec le Reichbahn Hannover pour former la SG Reichbahn/Eintracht Hannover participa alors à la Gauliga Ost-Hannover lors des deux dernières saisons jouées pendant la Seconde Guerre mondiale.
En 1945, le club fut dissous par les Alliés, comme tous les clubs et associations allemands (voir Directive n°23). Il fut rapidement reconstitué.
D’un point de vue football, le club ne se mit en évidence et évolua dans les régionales inférieures.

## Entraîneurs
- William Townley